# Торнтон (Айова)
Торнтон (англ. Thornton) — місто (англ. city) в США, в окрузі Серро-Гордо штату Айова. Населення — 400 осіб (2020).

## Географія
Торнтон розташований за координатами 42°56′39″ пн. ш. 93°23′13″ зх. д. / 42.94417° пн. ш. 93.38694° зх. д. (42.944207, -93.387069).  За даними Бюро перепису населення США в 2010 році місто мало площу 3,23 км², уся площа — суходіл.

## Демографія
Згідно з переписом 2010 року, у місті мешкали 422 особи в 188 домогосподарствах у складі 125 родин. Густота населення становила 131 особа/км².  Було 204 помешкання (63/км²).
Расовий склад населення:
| - 98,6 % — білих - 0,5 % — чорних або афроамериканців |

До двох чи більше рас належало 0,9 %. Частка іспаномовних становила 0,7 % від усіх жителів.
За віковим діапазоном населення розподілялося таким чином: 20,4 % — особи молодші 18 років, 59,2 % — особи у віці 18—64 років, 20,4 % — особи у віці 65 років та старші. Медіана віку мешканця становила 45,3 року. На 100 осіб жіночої статі у місті припадало 101,9 чоловіків;  на 100 жінок у віці від 18 років та старших — 106,1 чоловіків також старших 18 років.
Середній дохід на одне домашнє господарство  становив 48 768 доларів США (медіана — 39 423), а середній дохід на одну сім'ю — 54 560 доларів (медіана — 46 500). За межею бідності перебувало 23,3 % осіб, у тому числі 53,4 % дітей у віці до 18 років та 3,7 % осіб у віці 65 років та старших.
Цивільне працевлаштоване населення становило 251 осіб. Основні галузі зайнятості: освіта, охорона здоров'я та соціальна допомога — 21,9 %, мистецтво, розваги та відпочинок — 17,1 %, роздрібна торгівля — 11,2 %, виробництво — 10,4 %.